# Nersès V d'Achtarak
Pour les articles homonymes, voir Nersès.
Nersès V (ou VI) d'Achtarak ou Nersès V Aštarakec‘i (en arménien Ներսես Ե Աշտարակեցի ; né à Achtarak en 1770, mort à Etchmiadzin le 13 février 1857) est Catholicos de l'Église apostolique arménienne de 1843 à 1857.

## Biographie
Nersès Chahazyan est né à Achtarak aux pieds du mont Ararat, non loin des sources de l’Euphrate. Issu d’une famille aisée, il est élevé à Etchmiadzin par son grand-père l’archevêque Calyste. Devenu membre du synode, il complète ses études religieuses à Constantinople.
Il exerce diverses missions délicates pour le compte des Catholicos Daniel Ier de Sourmari et Ephraïm Ier de Dzoraguègh, avant de devenir archevêque arménien de Tiflis de 1811 à 1830.
Pendant la guerre russo-persane de 1826-1828, il dirige de facto le catholicossat à la place du Catholicos Éphraïm, réfugié dans les territoires contrôlés par les armées russes. Il organise une milice arménienne et participe à la défense d'Etchmiadzin contre les forces persanes et obtient  du tsar l'ordre de Saint-Alexandre Nevski.
Pourtant, il est inclus dans la disgrâce survenue en avril 1827 du général Alexis Petrovitch Yermolof, 7e commandant en chef des troupes russes du Caucase (1816-1827), et il est relégué dans l’évêché arménien de Kichinev en Bessarabie en 1829, puis dans celui de Nakhitchevan pendant treize ans (1830-1843).
Après la mort du Catholicos Hovhannès VIII de Karbi (1831-1842), le successeur d’Ephraïm Ier de Dzoraguègh, il obtient enfin le catholicossat et est élu par le synode le 18 mai 1843, à l’unanimité devant Zacharia Ter Grigorian, patriarche de Jérusalem (1840-1846), Karapet III de Balat, ex-patriarche de Constantinople (1823-1831), et Poghos, archevêque de Smyrne, et consacré le 9 juin 1846.
Il meurt le 13 février 1857 à Etchmiadzin où il est inhumé. Il a pour successeur Mathéos II Tchouhadjian, ex-patriarche arménien de Constantinople de (1844-1848).

## Sources
- (en) Georges A. Bournoutian, Russia and the Armenians of Transcaucasia 1797-1889, Mazda Publishers, 1998  (ISBN 1568590687), p. 531-532.
- Édouard Charton, Magasin pittoresque, Paris, 1856, p. 397-399.
- (en) Baron August Haxthausen, Transcaucasia: Sketches of the Nations and races between the Black sea and the Caspian, Londres, 1854, p. 300-303.